# Brzi putnički brod
Brzi putnički brod, prema Pomorskom zakoniku RH, putnički brod kojem je najveća brzina m/s jednaka ili veća od vrijednosti dobivene formulom: 3,7 ∇ 0,1667, gdje je ∇ istisnina na konstruktivnoj vodnoj liniji m3. Pod brzim putničkim brodom ne smatraju se neistisninski brodovi čiji je trup potpuno iznad površine zbog djelovanja aerodinamičkih sila generiranih površinskim efektom. Brodovi, volumena istisnine 500 m3 i manje, i najveće brzine manje od 20 čv, u plovidbi unutarnjim morskim vodama i teritorijalnim morem Republike Hrvatske ne smatraju se brzim putničkim brodovima,